# Rue du Capitaine-Lagache
La rue du Capitaine-Lagache est une voie située dans le quartier des Épinettes du 17e arrondissement de Paris et une des rues aux écoles parisiennes depuis l'année 2022.

## Situation et accès
La rue du Capitaine-Lagache est desservie par la ligne 13 à la station Guy Môquet.

## Origine du nom

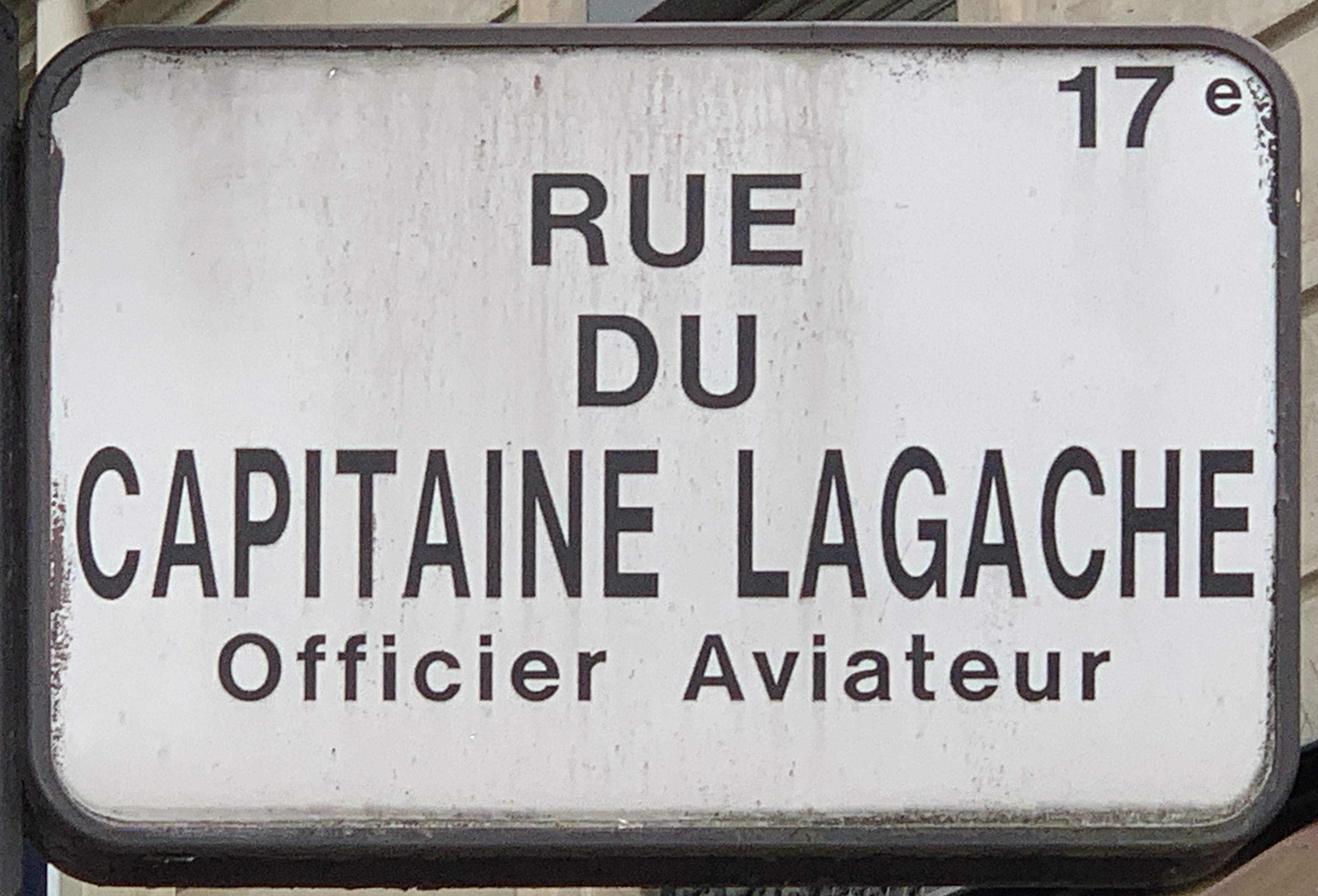
Plaque de la rue.

Cette voie rend hommage à Gustave Auguste Pierre Lagache (né le 23 mars 1886 en Avignon), capitaine au 34e régiment d’aviation, officier de la Légion d'Honneur, domicilié au 46 rue Balagny à Paris 17e, tué dans un accident lors d'un entrainement à l’aérodrome du Bourget le 25 juillet 1922,,.

## Historique
Cette voie, située dans l'ancienne commune des Batignolles, faisait partie du passage Saint-Paul ouvert en 1840. Rattachée à la voirie de Paris en 1860, elle fait partie, dès 1877, du passage Legendre. 
La voie prend son nom actuel, par arrêté du 8 janvier 1931, par la scission du passage, en réponse à « la pétition d'habitants du passage Legendre demandant le changement de dénomination de la partie de ce passage comprise entre la rue Legendre et la rue Balagny ».
La rue du Capitaine-Lagache est aménagée dans le cadre du dispositif rues aux écoles pour devenir piétonne avec la suppression de la chaussée et la plantation d'arbustes.